# Jonathan Rea
Jonathan Andrew Rea, né le 2 février 1987 à Ballymena en Irlande du Nord, est un pilote professionnel de vitesse moto britannique. Il court depuis 2008 en catégorie Superbike, dont il est sextuple  champion du monde, en 2015, 2016, 2017, 2018, 2019 et 2020, et détenteur du record de victoires en carrière.

## Biographie
Jonathan Rea débute en 2005 en British Superbike Championship, championnat auquel il participe jusqu'en 2007.
En 2008, il participe aux Championnats du monde Supersport, auquel il finit second, et s'initie à celui de Superbike pour deux courses.
En 2012, il remplace pour deux courses le pilote de MotoGP Casey Stoner, alors blessé, lors des Grand Prix moto de Saint-Marin et d'Aragon. Il termine huitième et septième.
Jonathan Rea est le premier pilote à avoir gagné six titres de champion du monde Superbike d'affilée : 2015, 2016, 2017, 2018, 2019 et 2020. Si en 2016 le championnat était assez serré, avec notamment les Ducati et leur chef de file Chaz Davies ainsi que l'adversité de son coéquipier Tom Sykes, 2017 a été, comme 2015, l'année d'une supériorité éclatante du pilote Nord-Irlandais. Il remporte 16 victoires et est sacré champion du monde dès le meeting de Magny-Cours avec 125 points d'avance sur Tom Sykes alors qu'au moins quatre épreuves restent à courir.
À l'occasion de la saison 2018, et grâce à sa victoire dans la seconde course d'Imola, il égale le record de 59 victoires en carrière de Carl Fogarty. Il s'impose lors de la première course de Brno, signant ainsi sa 60e victoire en carrière et devenant ainsi le détenteur du record des victoires, un record qui tenait depuis 1999 et la 59e et dernière victoire de Fogarty lors de la première course d'Hockenheim.
En juillet 2021, il obtient son permis moto.
Il quitte Kawasaki à l'issue de la saison 2023 et rejoint Yamaha à partir de 2024.

## Statistiques par année

### Résultats en championnat du monde Superbike
Statistiques mises à jour après la fin de la saison 2024
| Saison | Constructeur | Courses | Victoires | Podiums | Pole | Abd | Points | Position |
| ------ | ------------ | ------- | --------- | ------- | ---- | --- | ------ | -------- |
| 2008   | Honda        | 2       | 0         | 0       | 0    | 0   | 14     | 26e      |
| 2009   | Honda        | 28      | 2         | 8       | 0    | 2   | 315    | 5e       |
| 2010   | Honda        | 23      | 4         | 10      | 1    | 4   | 292    | 4e       |
| 2011   | Honda        | 18      | 2         | 5       | 7    | 2   | 170    | 9e       |
| 2012   | Honda        | 27      | 2         | 6       | 0    | 4   | 278,5  | 5e       |
| 2013   | Honda        | 18      | 1         | 4       | 0    | 4   | 176    | 9e       |
| 2014   | Honda        | 24      | 4         | 9       | 1    | 1   | 334    | 3e       |
| 2015   | Kawasaki     | 26      | 14        | 23      | 2    | 1   | 548    | 1er      |
| 2016   | Kawasaki     | 26      | 9         | 23      | 2    | 2   | 498    | 1er      |
| 2017   | Kawasaki     | 26      | 16        | 24      | 6    | 2   | 556    | 1er      |
| 2018   | Kawasaki     | 25      | 17        | 22      | 2    | 1   | 545    | 1er      |
| 2019   | Kawasaki     | 37      | 17        | 34      | 7    | 0   | 663    | 1er      |
| 2020   | Kawasaki     | 24      | 11        | 17      | 4    | 1   | 360    | 1er      |
| 2021   | Kawasaki     | 37      | 13        | 30      | 8    | 3   | 551    | 2e       |
| 2022   | Kawasaki     | 36      | 6         | 30      | 5    | 1   | 502    | 3e       |
| 2023   | Kawasaki     | 36      | 1         | 18      | 3    | 4   | 370    | 3e       |
| 2024   | Yamaha       | 27      | 0         | 1       | 1    | 4   | 127    | 13e      |
| Total  |              | 440     | 119       | 264     | 44   | 50  | 6299,5 | 6 titres |

### Résultats en Moto GP
| Saison | Catégorie | Constructeur | Courses | Victoires | Podiums | Pole | Abd | Points | Position | Titres |
| ------ | --------- | ------------ | ------- | --------- | ------- | ---- | --- | ------ | -------- | ------ |
| 2012   | MotoGP    | Honda        | 2       | -         | -       | 0    | -   | 17     | 21e      | -      |
| Total  |           |              | 2       | -         | -       | -    | -   | 17     | -        | 0      |